# Списък на нобеловите лауреати по държави
Това е списък на лауреатите на Нобелова награда по държави. Списъците за икономика се отнасят за Нобеловата награда за икономика, която е учредена през 1968 г. от Sveriges Riksbank (централната банка на Швеция).
Между 1901 г. и 2017 г. Нобеловите награди и Нобеловата мемориална награда за икономически науки са присъдени 585 пъти на 923 души и организации. Тъй като някои от лауреатите получават Нобелова награда повече от веднъж, това прави общо 892 души (включително 844 мъже, 48 жени) и 24 организации.
Настоящият списък класира лауреатите в съответната държава / държави, посочени от комисията по Нобелова награда на нейния уебсайт. Някои лауреати са посочени в повече от една държава, тъй като официалният уебсайт споменава множество държави във връзка с лауреата. Ако дадена държава е посочена просто като място на раждане, в съответния списък се използва звездичка (*), за да се обозначи това обстоятелство.
Организации са включени в списъка, ако комитетът за Нобелова награда ги свързва с една държава.

## Общо
| Държава                      | Брой нобелови лауреати (Брой нобелови награди) |
| ---------------------------- | ---------------------------------------------- |
| САЩ                          | 411 (430)                                      |
| Обединено кралство           | 137 (138)                                      |
| Германия                     | 115                                            |
| Франция                      | 75 (76)                                        |
| Швеция                       | 34                                             |
| / Русия / Съветския съюз     | 30                                             |
| Япония                       | 29                                             |
| Швейцария                    | 25                                             |
| Канада                       | 27                                             |
| Австрия                      | 25                                             |
| Нидерландия                  | 22                                             |
| Италия                       | 21                                             |
| Полша                        | 18 (19)                                        |
| Австралия                    | 14                                             |
| Дания                        | 14                                             |
| Унгария                      | 15                                             |
| Норвегия                     | 14                                             |
| Индия                        | 12                                             |
| Израел                       | 13                                             |
| Белгия                       | 11                                             |
| Ирландия                     | 11                                             |
| Република Южна Африка        | 11                                             |
| Китай                        | 8                                              |
| Испания                      | 8                                              |
| Чехия                        | 6                                              |
| Украйна                      | 4                                              |
| Аржентина                    | 5                                              |
| Финландия                    | 5                                              |
| Египет                       | 4                                              |
| Румъния                      | 4                                              |
| Тайван                       | 4                                              |
| Литва                        | 3                                              |
| Мексико                      | 3                                              |
| Нова Зеландия                | 3                                              |
| Алжир                        | 2                                              |
| Бангладеш                    | 1                                              |
| Беларус                      | 3                                              |
| Босна и Херцеговина          | 2                                              |
| Чили                         | 2                                              |
| Колумбия                     | 2                                              |
| Хърватия                     | 3                                              |
| Източен Тимор                | 2                                              |
| Гърция                       | 2                                              |
| Гватемала                    | 2                                              |
| Либерия                      | 2                                              |
| Люксембург                   | 2                                              |
| Пакистан                     | 2                                              |
| Португалия                   | 2                                              |
| Сейнт Лусия                  | 2                                              |
| Турция                       | 2                                              |
| Югославия                    | 2                                              |
| Азербайджан                  | 1                                              |
| Бразилия                     | 1                                              |
| България                     | 1                                              |
| Демократична република Конго | 1                                              |
| Коста Рика                   | 1                                              |
| Кипър                        | 1                                              |
| Етиопия                      | 1                                              |
| Фарьорски острови            | 1                                              |
| Гана                         | 1                                              |
| ' Хонконг                    | 1                                              |
| Исландия                     | 1                                              |
| Ирак                         | 1                                              |
| Иран                         | 2                                              |
| Кения                        | 1                                              |
| Латвия                       | 1                                              |
| Северна Македония            | 1                                              |
| Ливан                        | 1                                              |
| Мароко                       | 1                                              |
| Мианмар                      | 1                                              |
| Нигерия                      | 1                                              |
| Палестина                    | 1                                              |
| Перу                         | 1                                              |
| Словения                     | 1                                              |
| Танзания                     | 1                                              |
| Филипини                     | 1                                              |
| Южна Корея                   | 1                                              |
| Тибет                        | 1                                              |
| Тринидад и Тобаго            | 1                                              |
| Тунис                        | 2                                              |
| Венецуела                    | 1                                              |
| Виетнам                      | 1                                              |
| Йемен                        | 1                                              |

## Нобелови лауреати по държава на раждане и категория
По-долу се съдържа списък по държави на нобеловите лауреати, категорията и годината на връчване на приза.
С * е обозначено, че лицето е гражданин на чужда държава.

### Австралия
1. Брайън Шмит, роден в САЩ, физика, 2011
2. Елизабет Блекбърн*, физиология или медицина, 2009
3. Бари Маршал, физиология или медицина, 2005
4. Робин Уорън, физиология или медицина, 2005
5. Питър Дохърти, физиология или медицина, 1996
6. Ролф Цинкернагел, физиология или медицина, 1996
7. Джон Корнфорт*, химия, 1975
8. Патрик Уайт, роден в Обединеното кралство, литература, 1973
9. Александър Прохоров*, роден в Австралия, физика, 1964
10. Джон Екълс, физиология или медицина, 1963
11. Франк Макфарлейн Бърнет, физиология или медицина, 1960
12. Хауърд Флори, физиология или медицина, 1945
13. Уилям Лорънс Браг, физика, 1915
14. Уилям Хенри Браг, физика, 1915

### Австрия
1. Ференц Краус, роден в Унгария, физика, 2023
2. Антон Цайлингер, физика, 2022
3. Петер Хандке, литература, 2019
4. Мартин Карплус*, химия, 2013
5. Международна агенция за атомна енергия, мир, 2005
6. Елфриде Йелинек, литература, 2004
7. Ерик Кандел*, физиология или медицина, 2000
8. Валтер Кон*, химия, 1998
9. Фридрих Хайек, икономика, 1974
10. Конрад Лоренц, физиология или медицина, 1973
11. Карл фон Фриш*, физиология или медицина, 1973
12. Макс Перуц, химия, 1962
13. Карл Фердинанд Кори, роден в Австрия, физиология или медицина, 1947
14. Гърти Кори, родена в Австрия, физиология или медицина, 1947
15. Волфганг Паули, физика, 1945
16. Рихард Кун*, химия, 1938
17. Ото Льови, роден в Германия, физиология или медицина, 1936
18. Виктор Франц Хес, физика, 1936
19. Ервин Шрьодингер, физика, 1933
20. Карл Ландщайнер, физиология или медицина, 1930
21. Юлиус Вагнер-Яурег, физиология или медицина, 1927
22. Рихард Зигмонди, химия, 1925
23. Фриц Прегъл, роден в Австро-Унгария (на територията на днешна Словения), химия, 1923
24. Роберт Барани, физиология или медицина, 1914
25. Алфред Херман Фрид, мир, 1911
26. Берта фон Зутнер, родена в Австрийската империя (на територията на днешна Чехия), мир, 1905

### Азербайджан
1. Лев Ландау*, роден в Руската империя (на територията на днешен Азербайджан), отличен, когато е гражданин на Съветския съюз, физика, 1962

### Алжир
1. Клод Коен-Тануджи*, физика, 1997
2. Албер Камю*, литература, 1957

### Аржентина
1. Сесар Милстейн*, физиология или медицина, 1984
2. Адолфо Перес Ескивел, мир, 1980
3. Луи Лелоар, химия, 1970
4. Бернардо Усай, физиология или медицина, 1947
5. Карлос Сааведра Ламас, мир, 1936

### Армения
1. Ардем Патапутян, роден в Ливан, физиология или медицина, 2021

### Бангладеш
1. Мухамад Юнус, мир, 2006
2. Грамин Банк, мир, 2006

### Беларус
1. Алес Бяляцки, мир, 2022
2. Светлана Алексиевич, родена в Украйна, литература, 2015
3. Жорес Алфьоров*, физика, 2000

### Белгия
1. Франсоа Англер, физика, 2013
2. Иля Пригожин, роден в Русия, химия, 1977
3. Кристиан дьо Дюв, роден в Обединеното кралство, физиология или медицина, 1974
4. Албер Клод, физиология или медицина, 1974
5. Доминик Пир, мир, 1958
6. Корней Хейманс, физиология или медицина, 1938
7. Жул Борде, физиология или медицина, 1919
8. Анри Лафонтен, мир, 1913
9. Морис Метерлинк, литература, 1911
10. Огюст Бернарт, мир, 1909
11. Институт по международно право, мир, 1904

### Босна и Херцеговина
1. Иво Андрич*, роден през Австро-унгарско управление в Босна и Херцеговина, Австро-Унгария (на територията на днешна Босна и Херцеговина), литература, 1961
2. Владимир Прелог*, роден през Австро-унгарско управление в Босна и Херцеговина, Австро-Унгария (на територията на днешна Босна и Херцеговина), химия, 1975

### Бразилия
1. Питър Медауар*, физиология или медицина, 1960

### България
1. Елиас Канети*, литература, 1981

### Великобритания
1. Абдулразак Гурна, литература, 2021
2. Дейвид Макмилан, химия, 2021
3. Роджър Пенроуз, физика, 2020
4. Майкъл Хоутън, физиология или медицина, 2020
5. Питър Ратклиф, физиология или медицина, 2019
6. Стенли Уитингам, химия, 2019
7. Грег Уинтър, химия, 2018
8. Казуо Ишигуро, роден в Япония, литература, 2017
9. Ричард Хендерсън, химия, 2017
10. Оливър Харт, икономика, 2016
11. Фрейзър Стодарт, химия, 2016
12. Дейвид Таулес, физика, 2016
13. Дънкан Халдейн, физика, 2016
14. Майкъл Костерлиц, физика, 2016
15. Ангъс Дийтън, икономика, 2015
16. Томас Линдал, роден в Швеция, химия, 2015
17. Джон О'Кийф, роден в САЩ, физиология или медицина, 2014
18. Майкъл Левит, роден в Южна Африка, химия, 2013
19. Питър Хигс, физика, 2013
20. Джон Гърдън, физиология или медицина, 2012
21. Кристофър Писаридис, роден в Кипър, икономика, 2010
22. Константин Новоселов, роден в Русия, физика, 2010
23. Робърт Едуардс, физиология или медицина, 2010
24. Чарлз Као, физика, 2009
25. Венкатраман Рамакришнан*, роден в Индия, химия, 2009
26. Джак Шостак*, физиология или медицина, 2009
27. Дорис Лесинг, родена в Иран, литература, 2007
28. Мартин Еванс, физиология или медицина, 2007
29. Оливър Смитис*, физиология или медицина, 2007
30. Харолд Пинтър, литература, 2005
31. Клайв Грейнджър, икономика, 2003
32. Антъни Легет*, физика, 2003
33. Питър Мансфийлд, физиология или медицина, 2003
34. Сидни Бренър, роден в Южна Африка, физиология или медицина, 2002
35. Джон Сълстън, физиология или медицина, 2002
36. Тим Хънт, физиология или медицина, 2001
37. Пол Нърс, физиология или медицина, 2001
38. Видиядхар Сураджпрасад Найпол, роден в Тринидад и Тобаго, литература, 2001
39. Дейвид Тримбъл, мир, 1998
40. Джон Поупъл, химия, 1998
41. Джон Уокър, химия, 1997
42. Харолд Крото, химия, 1996
43. Джеймс Мирлийс, икономика, 1996
44. Юзеф Ротблат, роден в тогавашната Руска империя, сега Полша, мир, 1995
45. Ричард Робъртс, физиология или медицина, 1993
46. Майкъл Смит*, химия, 1993
47. Роналд Коуз, базиран в САЩ, икономика, 1991
48. Джеймс Блек, физиология или медицина, 1988
49. Сесар Милстейн, роден в Аржентина, физиология или медицина, 1984
50. Ричард Стоун, икономика, 1984
51. Уилям Голдинг, литература, 1983
52. Аарон Клуг, роден в Литва, химия, 1982
53. Джон Робърт Вейн, физиология или медицина, 1982
54. Елиас Канети, роден в България, литература, 1981
55. Фредерик Сангър, химия, 1980
56. Артър Луис, роден в Сейнт Лусия, икономика, 1979
57. Годфри Хаунсфийлд, физиология или медицина, 1979
58. Питър Денис Мичъл, химия, 1978
59. Джеймс Мийд, икономика, 1977
60. Невил Франсис Мот, физика, 1977
61. Амнести Интернешънъл, мир, 1977
62. Марийд Кориган, мир, 1976
63. Бети Уилямс, мир, 1976
64. Джон Корнфорт, роден в Австралия, химия, 1975
65. Кристиан дьо Дюв*, физиология или медицина, 1974
66. Фридрих Хайек, роден в Австрия, икономика, 1974
67. Мартин Райл, физика, 1974
68. Антъни Хюиш, физика, 1974
69. Патрик Уайт*, литература, 1973
70. Джефри Уилкинсън, химия, 1973
71. Брайън Джоузефсън, физика, 1973
72. Николас Тинберген, роден в Холандия, физиология или медицина, 1973
73. Родни Портър, физиология или медицина, 1972
74. Джон Хикс, икономика, 1972
75. Денис Габор, роден в Унгария, физика, 1971
76. Бернард Кац, роден в Германия, физиология или медицина, 1970
77. Дерек Бартън, химия, 1969
78. Роналд Нориш, химия, 1967
79. Джордж Портър, химия, 1967
80. Дороти Кроуфут Ходжкин, химия, 1964
81. Андрю Хъксли, физиология или медицина, 1963
82. Алън Лойд Ходжкин, физиология или медицина, 1963
83. Джон Кендрю, химия, 1962
84. Макс Перуц, роден в Австрия, химия, 1962
85. Франсис Крик, физиология или медицина, 1962
86. Морис Уилкинс, роден в Нова Зеландия, физиология или медицина, 1962
87. Питър Медауар, роден в Бразилия, физиология или медицина, 1960
88. Филип Ноуъл-Бейкър, мир, 1959
89. Фредерик Сангър, химия, 1958
90. Александър Тод, химия, 1957
91. Сирил Хиншълуд, химия, 1956
92. Макс Борн, роден в тогавашна Германия, сега Полша, физика, 1954
93. Уинстън Чърчил, литература, 1953
94. Ханс Адолф Кребс, роден в Германия, физиология или медицина, 1953
95. Арчър Мартин, химия, 1952
96. Ричард Лорънс Милингтън Синг, химия, 1952
97. Джон Кокрофт, физика, 1951
98. Бъртранд Ръсел, литература, 1950
99. Сесил Франк Поуел, физика, 1950
100. Джон Бойд Ор, мир, 1949
101. T. С. Елиът, роден в САЩ, литература, 1948
102. Патрик Блакет, физика, 1948
103. Едуард Виктор Епълтън, физика, 1947
104. Робърт Робинсън, химия, 1947
105. „Квакерски страж на мира и обществото“, мир, 1947
106. Ернст Борис Чейн, роден в Германия, физиология или медицина, 1945
107. Александър Флеминг, физиология или медицина, 1945
108. Джордж Паджет Томсън, физика, 1937
109. Робърт Сесил, мир, 1937
110. Норман Хауърт, химия, 1937
111. Хенри Дейл, физиология или медицина, 1936
112. Джеймс Чадуик, физика, 1935
113. Артър Хендерсън, мир, 1934
114. Норман Ейнджъл, мир, 1933
115. Пол Дирак, физика, 1933
116. Чарлз Шерингтън, физиология или медицина, 1932
117. Джон Голсуърти, литература, 1932
118. Едгар Ейдриън, физиология или медицина, 1932
119. Артър Хардън, химия, 1929
120. Фредерик Хопкинс, физиология или медицина, 1929
121. Оуен Ричардсън, физика, 1928
122. Чарлс Уилсън, физика, 1927
123. Остин Чембърлейн, мир, 1925
124. Джордж Бърнард Шоу, роден в Ирландия, литература, 1925
125. Джон Маклауд*, физиология или медицина, 1923
126. Арчибалд Хил, физиология или медицина, 1922
127. Франсис Уилям Астън, химия, 1922
128. Фредерик Соди, химия, 1921
129. Чарлз Гловър Баркла, физика, 1917
130. Уилям Хенри Браг, физика, 1915
131. Уилям Лорънс Браг, роден в Австралия, физика, 1915
132. Ърнест Ръдърфорд, роден в Нова Зеландия, химия, 1908
133. Ръдиард Киплинг, роден в Индия, литература, 1907
134. Джоузеф Джон Томсън, физика, 1906
135. Джон Уилям Стрът, физика, 1904
136. Уилям Рамзи, химия, 1904
137. Уилям Рандъл Кримър, мир, 1903
138. Роналд Рос, роден в Индия, физиология или медицина, 1902

### Венецуела
1. Барух Бенасераф*, физиология или медицина, 1980

### Виетнам
1. Ле Дък Тхо, роден във Френски Индокитай, мир, 1973 (отказана)

### Гана
1. Кофи Анан, мир, 2001

### Гватемала
1. Ригоберта Менчу, мир, 1992
2. Мигел Анхел Астуриас, литература, 1967

### Германия
1. Ференц Краус, роден в Унгария, физика, 2023
2. Сванте Паабо, роден в Швеция, физиология или медицина, 2022
3. Бенямин Лист, химия, 2021
4. Клаус Хаселман, физика, 2021
5. Еманюел Шарпантие*, химия, 2020
6. Райнхард Генцел, физика, 2020
7. Джон Гудинаф*, химия, 2019
8. Йоахим Франк, химия, 2017
9. Райнър Уайс*, физика, 2017
10. Щефан Хел, роден в Румъния, химия, 2014
11. Томас Зюдхоф, физиология или медицина, 2013
12. Херта Мюлер, родена в Румъния, литература, 2009
13. Харалд цур Хаузен, физиология или медицина, 2008
14. Герхард Ертъл, химия, 2007
15. Петер Грюнберг, роден в Протекторат на Бохемия и Моравия, сега Чехия, физика, 2007
16. Теодор Хенш, физика, 2005
17. Волфганг Кетерле, физика, 2001
18. Херберт Крьомер, физика, 2000
19. Гюнтер Блобел*, физиология или медицина, 1999
20. Гюнтер Грас, роден в Свободен град Данциг, сега Полша, литература, 1999
21. Хорст Щьормер, физика, 1998
22. Паул Крутцен, химия, 1995
23. Кристиане Нюслайн-Фолхард, физиология или медицина, 1995
24. Райнхард Зелтен, икономика, 1994
25. Берт Закман, физиология или медицина, 1991
26. Ервин Неер, физиология или медицина, 1991
27. Ханс Георг Демелт*, физика, 1989
28. Волфганг Паул, физика, 1989
29. Йохан Дайзенхофер, химия, 1988
30. Робърт Хубер, химия, 1988
31. Хартмут Михел, химия, 1988
32. Джак Стайнбъргър*, физика, 1988
33. Йохан Георг Беднорц, физика, 1987
34. Джон Полани*, химия, 1986
35. Ернст Руска, физика, 1986
36. Герд Биниг, физика, 1986
37. Клаус фон Клицинг, физика, 1985
38. Георг Кьолер*, физиология или медицина, 1984
39. Георг Витиг, химия, 1979
40. Арно Пензиас*, физика, 1978
41. Хенри Кисинджър*, мир, 1978
42. Ернст Ото Фишер, химия, 1973
43. Карл фон Фриш, роден в Австро-Унгария, сега Австрия, физиология или медицина, 1973
44. Хайнрих Бьол, литература, 1972
45. Герхард Херцберг*, химия, 1971
46. Вили Бранд, мир, 1971
47. Бернард Кац*, физиология или медицина, 1970
48. Макс Делбрюк*, физиология или медицина, 1969
49. Манфред Айген, химия, 1967
50. Ханс Бете*, физика, 1967
51. Нели Закс*, литература, 1966
52. Феодор Линен, физиология или медицина, 1964
53. Конрад Блох*, физиология или медицина, 1964
54. Карл Циглер, химия, 1963
55. Мария Гьоперт-Майер*, физика, 1963
56. Ханс Йенсен, физика, 1963
57. Рудолф Мьосбауер, физика, 1961
58. Вернер Форсман, физиология или медицина, 1956
59. Поликарп Куш*, физика, 1955
60. Макс Борн*, физика, 1954
61. Валтер Боте, физика, 1954
62. Херман Щаудингер, химия, 1953
63. Фриц Липман*, физиология или медицина, 1953
64. Ханс Адолф Кребс*, физиология или медицина, 1953
65. Алберт Швайцер*, мир, 1952
66. Ото Дилс, химия, 1950
67. Курт Алдер, химия, 1950
68. Херман Хесе*, литература, 1946
69. Ернст Борис Чейн*, физиология или медицина, 1945
70. Ото Хан, химия, 1944
71. Ото Щерн*, физика, 1943
72. Адолф Бутенант, химия, 1939
73. Герхард Домагк, физиология или медицина, 1939
74. Рихард Кун, роден в Австро-Унгария, сега Австрия, химия, 1938
75. Ото Льови*, физиология или медицина, 1936
76. Карл фон Осиецки, мир, 1935
77. Ханс Шпеман, физиология или медицина, 1935
78. Вернер Хайзенберг, физика, 1932
79. Ото Хайнрих Варбург, физиология или медицина, 1931
80. Карл Бош, химия, 1931
81. Фридрих Бергий, химия, 1931
82. Ханс Фишер, химия, 1930
83. Томас Ман, литература, 1929
84. Ханс фон Ойлер-Келпин*, химия, 1929
85. Адолф Виндаус, химия, 1928
86. Лудвиг Квиде, мир, 1927
87. Хайнрих Виланд, химия, 1927
88. Густав Щреземан, мир, 1926
89. Джеймс Франк, физика, 1925
90. Густав Лудвиг Херц, физика, 1925
91. Ото Майерхоф, физиология или медицина, 1922
92. Алберт Айнщайн, физика, 1921
93. Валтер Нернст, химия, 1920
94. Йоханес Щарк, физика, 1919
95. Фриц Хабер, химия, 1918
96. Макс Планк, физика, 1918
97. Рихард Вилщетер, химия, 1915
98. Макс фон Лауе, физика, 1914
99. Герхарт Хауптман, роден в Прусия (на територията на днешна Полша), литература, 1912
100. Вилхелм Вин, физика, 1911
101. Ото Валах, химия, 1910
102. Албрехт Косел, физиология или медицина, 1910
103. Паул фон Хайзе, литература, 1910
104. Карл Фердинанд Браун, физика, 1909
105. Вилхелм Оствалд, роден в Руската империя (на територията на днешна Латвия), химия, 1909
106. Рудолф Кристоф Ойкен, литература, 1908
107. Паул Ерлих, физиология или медицина, 1908
108. Едуард Бухнер, химия, 1907
109. Роберт Кох, физиология или медицина, 1905
110. Филип Ленард, роден в Пресбург, Кралство Унгария, Австрийска империя (на територията на днешна Словакия), физика, 1905
111. Адолф фон Байер, химия, 1905
112. Херман Емил Фишер, химия, 1902
113. Теодор Момзен, роден в херцогство Шлезвиг, литература, 1902
114. Емил фон Беринг, физиология или медицина, 1901
115. Вилхелм Рьонтген, физика, 1901

### Гърция
1. Одисеас Елитис, литература, 1979
2. Георгиос Сеферис, роден в Османската империя (на територията на днешна Турция), литература, 1963

### Дания
1. Мортен Мелдал, химия, 2022
2. Йенс Скоу, химия, 1997
3. Нилс Кай Йерне, роден в Обединеното кралство, физиология или медицина, 1984
4. Оге Нилс Бор, физика, 1975
5. Бен Рой Мотелсон, роден в САЩ, физика, 1975
6. Йоханес Йенсен, литература, 1944
7. Хенрик Дам, физиология или медицина, 1943
8. Йоханес Фибигер, физиология или медицина, 1926
9. Нилс Бор, физика, 1922
10. Аугуст Крог, физиология или медицина, 1920
11. Карл Гелеруп, литература, 1917
12. Хенрик Понтопидан, литература, 1917
13. Фредрик Байер, мир, 1908
14. Нилс Финсен, роден на Фарьорските острови, физиология или медицина, 1903

### Демократична република Конго
1. Денис Муквеге, мир, 2018

### Египет
1. Мохамед ел-Барадей, мир, 2005
2. Ахмед Зеуаил, химия, 1999
3. Нагиб Махфуз, литература, 1988
4. Ануар Садат, мир, 1978

### Етиопия
1. Абий Ахмед, мир, 2019

### Израел
1. Джошуа Ангрист, роден в САЩ, икономика, 2021
2. Ари Варшел, химия, 2013
3. Майкъл Левит, роден в Южна Африка, химия, 2013
4. Дан Шехтман, химия, 2011
5. Ада Йонат, химия, 2009
6. Робърт Оуман, роден в Германия, премества се в Израел от Америка, икономика, 2005
7. Аарон Чихановер, химия, 2004
8. Аврам Хершко, роден в Кралство Унгария, химия, 2004
9. Даниел Канеман, икономика, 2002
10. Ицхак Рабин, мир, 1994
11. Шимон Перес, роден в Полша (на територията на днешен Беларус), мир, 1994
12. Менахем Бегин, роден в Русия (на територията на днешен Беларус), мир, 1978
13. Шмуел Йосеф Агнон, роден в Австро-Унгария, сега Украйна, литература, 1966

### Източен Тимор
1. Карлуш Филипи Шимениш Белу, мир, 1996
2. Жузе Рамус-Орта, мир, 1996

### Индия
1. Абхиджит Банерджи*, икономика, 2019
2. Кайлаш Сатяртхи, мир, 2014
3. Венкатраман Рамакришнан*, химия, 2009
4. Видиядхар Сураджпрасад Найпол, роден в Тринидад и Тобаго, литература, 2001
5. Амартя Сен, икономика, 1998
6. Субраманиан Чандрасекар*, физика, 1983
7. Майка Тереза, родена в тогавашната Османска империя, сега Северна Македония, мир, 1979
8. Хар Корана*, физиология или медицина, 1968
9. Венката Раман, физика, 1930
10. Рабиндранат Тагор, литература, 1913
11. Ръдиард Киплинг*, литература, 1907
12. Роналд Рос*, медицина, 1902

### Иран
1. Наргиз Мохамади, мир, 2023
2. Ширин Ебади, мир, 2003

### Ирак
1. Надия Мурад, мир, 2018

### Ирландия
1. Уилям Кемпбъл, физиология или медицина, 2015
2. Джон Хюм, мир, 1998
3. Дейвид Тримбъл, мир, 1998
4. Шеймъс Хийни, литература, 1995
5. Марийд Кориган, мир, 1976
6. Бети Уилямс, мир, 1976
7. Шон Макбрайд, роден във Франция, мир, 1974
8. Самюел Бекет, литература, 1969
9. Ърнест Уолтън, физика, 1951
10. Джордж Бърнард Шоу*, литература, 1925
11. Уилям Бътлър Йейтс, литература, 1923

### Исландия
1. Халдоур Лакснес, литература, 1955

### Испания
1. Марио Варгас Льоса, роден в Перу, литература, 2010
2. Камило Хосе Села, литература, 1989
3. Висенте Алейксандре, литература, 1977
4. Северо Очоа*, физиология или медицина, 1959
5. Хуан Рамон Хименес, литература, 1956
6. Хасинто Бенавенте, литература, 1922
7. Сантяго Рамон и Кахал, физиология или медицина, 1906
8. Хосе Ечегарай, литература, 1904

### Италия
1. Джорджо Паризи, физика, 2021
2. Марио Капеки*, физиология или медицина, 2007
3. Рикардо Джакони*, физика, 2002
4. Дарио Фо, литература, 1997
5. Рита Леви-Монталчини, физиология или медицина, 1986
6. Франко Модиляни*, икономика, 1985
7. Карло Рубия, физика, 1984
8. Еудженио Монтале, литература, 1975
9. Ренато Дулбеко*, физиология или медицина, 1975
10. Салвадор Лурия*, физиология или медицина, 1969
11. Джулио Ната, химия, 1963
12. Емилио Сегре*, физика, 1959
13. Салваторе Куазимодо, литература, 1959
14. Даниеле Бове, роден в Швейцария, физиология или медицина, 1957
15. Енрико Ферми, физика, 1938
16. Луиджи Пирандело, литература, 1934
17. Грация Деледа, литература, 1926
18. Гулиелмо Маркони, физика, 1909
19. Ернесто Теодоро Монета, мир, 1907
20. Камило Голджи, физиология или медицина, 1906
21. Джозуе Кардучи, литература, 1906

### Йемен
1. Тауакул Карман, мир, 2011

### Канада
1. Дейвид Кард, икономика, 2021
2. Джим Пийбълс, физика, 2019
3. Дона Стрикланд, физика, 2018
4. Артър Макдоналд, физика, 2015
5. Алис Мънро, литература, 2013
6. Ралф Стейнман, физиология или медицина, 2011
7. Уилард Бойл*, физика, 2009
8. Джак Шостак, роден в Обединеното кралство, физиология или медицина, 2009
9. Робърт Мъндел, икономика, 1999
10. Майрън Шоулс*, икономика, 1997
11. Уилям Викри*, икономика, 1996
12. Пъгуошки конференции за наука и световни проблеми, мир, 1995
13. Бъртрам Брокхауз, физика, 1994
14. Майкъл Смит, роден в Обединеното кралство, химия, 1993
15. Рудолф Маркъс*, химия, 1992
16. Ричард Тейлър, физика, 1990
17. Сидни Олтман*, химия, 1989
18. Джон Полани, роден в Германия, химия, 1986
19. Хенри Таубе*, химия, 1983
20. Дейвид Хюбел*, физиология или медицина, 1981
21. Сол Белоу*, литература, 1976
22. Герхард Херцберг, роден в Германия, химия, 1971
23. Чарлз Хъгинз*, физиология или медицина, 1966
24. Лестър Пиърсън, мир, 1957
25. Уилям Джиок*, химия, 1949
26. Фредерик Бантинг, физиология или медицина, 1923
27. Джон Маклауд, роден в Обединеното кралство Великобритания и Ирландия, физиология или медицина, 1923

### Кения
1. Уангари Маатаи, мир, 2004

### Кипър
1. Кристофър Писаридис*, икономика, 2010

### Китай (Китайска народна република)
1. Ту Йоуйоу, физиология или медицина, 2015
2. Мо Ян, литература, 2012
3. Лиу Сяобо, мир, 2010
4. Чарлз Као*, физика, 2009
5. Гао Синдзиен*, литература, 2000
6. Даниъл Ци*, физика, 1998
7. Джъннин Ян*, физика, 1957
8. Джъндао Ли*, физика, 1957

### Колумбия
1. Хуан Мануел Сантос, мир, 2016
2. Габриел Гарсия Маркес, литература, 1982

### Коста Рика
1. Оскар Ариас Санчес, мир, 1987

### Латвия
1. Вилхелм Оствалд*, роден в Руската империя (на територията на днешна Латвия), химия, 1909

### Либерия
1. Елън Джонсън Сърлийф, мир, 2011
2. Лейма Гбоуи, мир, 2011

### Ливан
1. Ардем Патапутян*, физиология или медицина, 2021

### Литва
1. Аарон Клуг*, химия, 1982
2. Чеслав Милош*, роден в Руската империя (на територията на днешна Литва), литература, 1980
3. Андрю Шали*, роден във Вилно, Полша (дн. Вилнюс, Литва), физиология или медицина, 1977

### Люксембург
1. Жул Хофман*, физиология или медицина, 2011
2. Габриел Липман*, физика, 1908

### Мароко
1. Серж Арош, роден в Мароко, тогава под френски протекторат, физика, 2012

### Мексико
1. Марио Молина*, химия, 1995
2. Октавио Пас, литература, 1990
3. Алфонсо Гарсия Роблес, мир, 1982

### Мианмар
1. Аун Сан Су Чи, мир, 1991

### Нигерия
1. Уоле Шоинка, литература, 1986

### Нидерландия
1. Гуидо Имбенс, икономика, 2021
2. Бен Феринга, химия, 2016
3. Организация за забрана на химическите оръжия, мир, 2013
4. Андре Гейм, роден в Съветския съюз (дн. Русия), физика, 2010
5. Мартинус Велтман, физика, 1999
6. Герардус 'т Хоофт, физика, 1999
7. Паул Крутцен, химия, 1995
8. Симон ван дер Меер, физика, 1984
9. Николас Блумберген*, физика, 1981
10. Тялинг Купманс, икономика, 1975
11. Николас Тинберген*, физиология или медицина, 1973
12. Ян Тинберген, икономика, 1969
13. Фриц Цернике, физика, 1953
14. Петер Дебай, химия, 1936
15. Кристиан Ейкман, физиология или медицина, 1929
16. Вилем Ейнтховен, физиология или медицина, 1924
17. Хейке Камерлинг Онес, физика, 1913
18. Тобиас Михаел Карел Асер, мир, 1911
19. Йоханес ван дер Ваалс, физика, 1910
20. Питер Зееман, физика, 1902
21. Хендрик Лоренц, физика, 1902
22. Якоб Вант Хоф, химия, 1901

### Нова Зеландия
1. Алан Макдайърмид, химия, 2000
2. Морис Уилкинс, физиология или медицина, 1962
3. Ърнест Ръдърфорд*, химия, 1908

### Норвегия
1. Юн Фосе, литература, 2023
2. Май-Брит Мосер, физиология или медицина, 2014
3. Едвард Мосер, физиология или медицина, 2014
4. Фин Кюдланд, икономика, 2004
5. Тригве Ховелму, икономика, 1989
6. Ивар Йевер, физика, 1973
7. Рагнар Фриш, икономика, 1969
8. Од Хасъл, химия, 1969
9. Ларс Онсагер, химия, 1968
10. Сигрид Унсет, литература, 1928
11. Фритьоф Нансен, мир, 1922
12. Кристиан Лоус Ланге, мир, 1921
13. Кнут Хамсун, литература, 1920
14. Бьорнстерне Бьорнсон, литература, 1903

### Пакистан
1. Малала Юсафзаи, мир, 2014
2. Абдус Салам, роден в Британска Индия (дн. Пакистан), физика, 1979

### Палестина
1. Ясер Арафат, роден в Кайро, Египет, мир, 1994

### Перу
1. Марио Варгас Льоса*, литература, 2010

### Полша
1. Олга Токарчук, литература, 2018
2. Леонид Хурвич*, роден в Руската република (дн. Русия), икономика, 2007
3. Вислава Шимборска, литература, 1996
4. Юзеф Ротблат*, роден в Конгрес Полша, Руска империя, мир, 1995
5. Шимон Перес*, като гражданин на Израел, мир, 1994
6. Жорж Шарпак*, роден в Дубровица, Полша (на територията на днешна Украйна), физика, 1992
7. Лех Валенса, роден в Попово, Райхсгау Данциг-Западна Прусия, Германия (на територията на днешна Полша), мир, 1983
8. Роалд Хофман*, роден в Золочев, Полша (на територията на днешна Украйна), химия, 1981
9. Чеслав Милош, роден в Руската империя (на територията на днешна Литва), литература, 1980
10. Исак Башевис Сингер*, роден в Конгрес Полша, Руска империя (на територията на днешна Полша), литература, 1978
11. Менахем Бегин*, като гражданин на Израел, има и полско гражданство, мир, 1978
12. Андрю Шали*, роден във Вилно, Полша (дн. Вилнюс, Литва), физиология или медицина, 1977
13. Тадеуш Райхщайн*, роден в Конгрес Полша, Руска империя, физиология или медицина, 1950
14. Изидор Раби*, роден в Риманов, Австро-Унгария (на територията на днешна Полша), физика, 1944
15. Владислав Реймонт, роден в Конгрес Полша, Руска империя, литература, 1924
16. Мария Склодовска-Кюри, родена в Конгрес Полша, Руска империя, химия, 1911 и физика, 1903
17. Албърт Майкелсън*, роден в Стрелно, Северногерманска конфедерация (на територията на днешна Полша), физика, 1907
18. Хенрик Сенкевич, роден в Конгрес Полша, Руска империя, литература, 1905

### Португалия
1. Жузе Сарамагу, литература, 1998
2. Егаш Мониш, физиология или медицина, 1949

### Република Южна Африка
1. Майкъл Левит*, химия, 2013
2. Дж. М. Кутси, литература, 2003
3. Сидни Бренър*, физиология или медицина, 2002
4. Фредерик де Клерк, мир, 1993
5. Нелсън Мандела, мир, 1993
6. Надин Гордимър, литература, 1991
7. Дезмънд Туту, мир, 1984
8. Аарон Клуг*, химия, 1982
9. Алън Кормак*, физиология или медицина, 1979
10. Албърт Лутули, роден в тогавашна Родезия, сега Зимбабве, мир, 1960
11. Макс Тейлър, физиология или медицина, 1951

### Румъния
1. Щефан Хел*, химия, 2014
2. Херта Мюлер*, литература, 2009
3. Ели Визел*, мир, 1986
4. Джордж Паладе*, физиология или медицина, 1974

### Русия / Съветски съюз
1. Алексей Екимов, химия, 2023
2. Мемориал, мир, 2022
3. Дмитрий Муратов, мир, 2021
4. Андре Гейм*, физика, 2010
5. Константин Новосьолов*, физика, 2010
6. Леонид Хурвич*, икономика, 2007
7. Алексей Абрикосов*, физика, 2003
8. Виталий Гинзбург, физика, 2003
9. Жорес Алфьоров, роден в Съветския съюз (на територията на днешен Беларус), физика, 2000
10. Михаил Горбачов, мир, 1990
11. Йосиф Бродски, роден в Русия, литература, 1987
12. Пьотър Капица, физика, 1978
13. Менахем Бегин*, като гражданин на Израел, мир, 1978
14. Иля Пригожин*, химия, 1977
15. Андрей Сахаров, мир, 1975
16. Леонид Канторович, икономика, 1975
17. Саймън Кузнец, роден в Руската империя (на територията на днешен Беларус), икономика, 1971
18. Александър Солженицин, литература, 1970
19. Михаил Шолохов, литература, 1965
20. Николай Басов, физика, 1964
21. Александър Прохоров, роден в Австралия, физика, 1964
22. Лев Ландау, роден в Руската империя (на територията на днешен Азербайджан), лауреат, когато е гражданин на Съветския съюз, физика, 1962
23. Борис Пастернак, литература, 1958 (принуден да откаже наградата)
24. Павел Черенков, физика, 1958
25. Игор Там, физика, 1958
26. Иля Франк, физика, 1958
27. Николай Семьонов, химия, 1956
28. Иван Бунин*, литература, 1933
29. Иля Мечников, роден в Руската империя (на територията на днешна Украйна), физиология или медицина, 1908
30. Иван Павлов, физиология или медицина, 1904

### Света Лусия
1. Дерек Уолкът, литература, 1992
2. Артър Луис*, икономика, 1979

### Северна Македония
1. Майка Тереза*, родена в Османската империя (на територията на днешна Северна Македония), мир, 1979

### Словения
1. Фриц Прегъл*, роден в Австро-Унгария (на територията на днешна Словения), химия, 1923

### Съединени американски щати
1. Клаудия Голдин, икономика, 2023
2. Луис Брус, химия, 2023
3. Мунги Бауенди, роден във Франция, химия, 2023
4. Алексей Екимов, роден в Съветския съюз (дн. Русия), химия, 2023
5. Пиер Агостини, роден във Франция, физика, 2023
6. Дрю Уайсман, физиология или медицина, 2023
7. Каталин Карико, родена в Унгария, физиология или медицина, 2023
8. Бен Бернанке, икономика, 2022
9. Дъглас Даймънд, икономика, 2022
10. Филип Дибвиг, икономика, 2022
11. Керълин Бъртози, химия, 2022
12. Карл Бари Шарплес, химия, 2022
13. Джон Клаузър, физика, 2022
14. Дейвид Кард, роден в Канада, икономика, 2021
15. Джошуа Ангрист, икономика, 2021
16. Гуидо Имбенс, роден в Нидерландия, икономика, 2021
17. Мария Реса, родена във Филипините, мир, 2021
18. Сюкуро Манабе, роден в Япония, физика, 2021
19. Дейвид Макмилан, роден във Великобритания, химия, 2021
20. Дейвид Джулиъс, физиология или медицина, 2021
21. Ардем Патапутян, роден в Ливан, физиология или медицина, 2021
22. Робърт Уилсън, икономика, 2020
23. Пол Милгръм, икономика, 2020
24. Луиз Глик, литература, 2020
25. Дженифър Даудна, химия, 2020
26. Андреа Гез, физика, 2020
27. Харви Алтър, физиология или медицина, 2020
28. Чарлз Райс, физиология или медицина, 2020
29. Абхиджит Банерджи, роден в Индия, икономика, 2019
30. Естер Дюфло, родена във Франция, икономика, 2019
31. Майкъл Кремър, икономика, 2019
32. Джон Гудинаф, роден в Германия, химия, 2019
33. Стенли Уитингам, роден в Обединеното кралство, химия, 2019
34. Джим Пийбълс, роден в Канада, физика, 2019
35. Уилям Келин, физиология или медицина, 2019
36. Грег Семенза, физиология или медицина, 2019
37. Пол Ромър, икономика, 2018
38. Уилям Нордхаус, икономика, 2018
39. Джордж Смит, химия, 2018
40. Франсис Арнолд, химия, 2018
41. Артър Ашкин, физика, 2018
42. Джеймс Алисън, физиология или медицина, 2018
43. Ричард Тейлър, икономика, 2017
44. Йоахим Франк, роден в Германия, химия, 2017
45. Райнър Уайс, роден в Германия, физика, 2017
46. Кип Торн, физика, 2017
47. Бари Бариш, физика, 2017
48. Майкъл Йънг, физиология или медицина, 2017
49. Майкъл Росбаш, физиология или медицина, 2017
50. Джефри Хол, физиология или медицина, 2017
51. Боб Дилън, литература, 2016
52. Оливър Харт, роден в Обединеното кралство, икономика, 2016
53. Фрейзър Стодарт, роден в Обединеното кралство, химия, 2016
54. Дънкан Халдейн, роден в Обединеното кралство, физика, 2016
55. Майкъл Костерлиц, роден в Обединеното кралство, физика, 2016
56. Ангъс Дийтън, роден в Обединеното кралство, икономика, 2015
57. Пол Модрич, химия, 2015
58. Азиз Санджар, роден в Турция, химия, 2015
59. Уилям Кемпбъл, роден в Ирландия, физиология или медицина, 2015
60. Уилям Мьорнър, химия, 2014
61. Ерик Бециг, химия, 2014
62. Шуджи Накамура, роден в Япония, физика, 2014
63. Джон О'Кийф*, физиология или медицина, 2014
64. Робърт Дж. Шилер, икономика, 2013
65. Ларс Питър Хансен, икономика, 2013
66. Юджийн Фама, икономика, 2013
67. Ари Варшел, роден в Израел, химия, 2013
68. Майкъл Левит, роден в Южна Африка, химия, 2013
69. Мартин Карплус, роден в Австрия, химия, 2013
70. Ранди Шекман, физиология или медицина, 2013
71. Томас Зюдхоф, роден в Германия, физиология или медицина, 2013
72. Джеймс Ротман, физиология или медицина, 2013
73. Алвин Рот, икономика, 2012
74. Лойд Шапли, икономика, 2012
75. Брайън Кобилка, химия, 2012
76. Робърт Лефковиц, химия, 2012
77. Дейвид Уайнленд, физика, 2012
78. Кристофър Симс, икономика, 2011
79. Томас Сарджънт, икономика, 2011
80. Сол Пърлмутър, физика, 2011
81. Брайън Шмит, физика, 2011
82. Адам Рийс, физика, 2011
83. Ралф Стейнман, роден в Канада, физиология или медицина, 2011
84. Брус Бойтлер, физиология или медицина, 2011
85. Питър Даймънд, икономика, 2010
86. Дейл Мортенсен, икономика, 2010
87. Еичи Негиши, гражданин на Япония, химия, 2010
88. Ричард Хек, химия, 2010
89. Елинор Остром, икономика, 2009
90. Оливър Уилямсън, икономика, 2009
91. Барак Обама, мир, 2009
92. Венкатраман Рамакришнан*, химия, 2009
93. Томас Щайц, химия, 2009
94. Уилард Бойл, роден в Канада, физика, 2009
95. Чарлз Као, роден в Китай, физика, 2009
96. Джордж Смит, физика, 2009
97. Елизабет Блекбърн, родена в Австралия, физиология или медицина, 2009
98. Карол Грейдър, физиология или медицина, 2009
99. Джак Шостак, роден в Обединеното кралство, физиология или медицина, 2009
100. Пол Кругман, икономика, 2008
101. Роджър Циен, химия, 2008
102. Мартин Чалфи, химия, 2008
103. Осаму Шимомура, Японско гражданство, химия, 2008
104. Йоичиро Намбу, роден в Япония, физика, 2008
105. Леонид Хурвич*, роден в Руската република (дн. Русия), икономика, 2007
106. Ерик Маскин, икономика, 2007
107. Роджър Майърсън, икономика, 2007
108. Ал Гор, мир, 2007
109. Марио Капеки, роден в Италия, физиология или медицина, 2007
110. Оливър Смитис*, роден в Обединеното кралство, физиология или медицина, 2007
111. Роджър Корнбърг, химия, 2006
112. Джон Мадър, физика, 2006
113. Едмунд Фелпс, икономика, 2006
114. Джордж Смут, физика, 2006
115. Андрю Файър, физиология или медицина, 2006
116. Craig C. Mello, физиология или медицина , 2006
117. Робърт Ауман*, като гражданин на Израел, икономика, 2005
118. Робърт Гръбс, химия, 2005
119. Ричард Шрок, химия, 2005
120. Томас Шелинг, икономика, 2005
121. Джон Хол, физика, 2005
122. Рой Глаубер, физика, 2005
123. Ъруин Роуз, химия, 2004
124. Едуард Прескът, икономика, 2004
125. Дейвид Грос, физика, 2004
126. Дейвид Полицер, физика, 2004
127. Франк Уилчек, физика, 2004
128. Ричард Аксел, физиология или медицина, 2004
129. Линда Бък, физиология или медицина, 2004
130. Питър Агре, химия, 2003
131. Родерик Маккинън, химия, 2003
132. Робърт Енгъл, икономика, 2003
133. Антъни Легет, роден в Обединеното кралство, физика, 2003
134. Пол Лотербър, физиология или медицина, 2003
135. Алексей Абрикосов, роден в Русия, физика, 2003
136. Даниел Канеман*, роден в Израел, икономика, 2002
137. Върнън Смит, икономика, 2002
138. Джими Картър, мир, 2002
139. Джон Фен, химия, 2002
140. Реймънд Дейвис, физика, 2002
141. Рикардо Джакони, роден в Италия, физика, 2002
142. Сидни Бренър, роден в Южна Африка, физиология или медицина, 2002
143. Робърт Хорвиц, физиология или медицина, 2002
144. Уилям Ноулс, химия, 2001
145. Карл Бари Шарплес, химия, 2001
146. Джоузеф Стиглиц, икономика, 2001
147. Джордж Акерлоф, икономика, 2001
148. Майкъл Спенс, икономика, 2001
149. Ерик Корнел, физика, 2001
150. Карл Уиман, физика, 2001
151. Лиланд Хартуел, физиология или медицина, 2001
152. Алан Хийгър, химия, 2000
153. Алан Макдайърмид, роден в Нова Зеландия, химия, 2000
154. Джеймс Хекман, икономика, 2000
155. Даниъл Макфадън, икономика, 2000
156. Джак Килби, физика, 2000
157. Пол Грийнгард, физиология или медицина, 2000
158. Ерик Кандел, роден в Австрия, физиология или медицина, 2000
159. Ахмед Зеуаил, роден в Египет, химия, 1999
160. Гюнтер Блобел, роден в тогавашна Германия, дн. Полша, физиология или медицина, 1999
161. Валтер Кон, роден в Австрия, химия, 1998
162. Хорст Щьормер, роден в Германия, физика, 1998
163. Робърт Лафлин, физика, 1998
164. Даниъл Ци, роден в Китай, физика, 1998
165. Робърт Фърчгот, физиология или медицина, 1998
166. Луис Игнаро, физиология или медицина, 1998
167. Ферид Мурад, физиология или медицина, 1998
168. Пол Бойер, химия, 1997
169. Робърт Мертън, икономика, 1997
170. Майрън Шоулс, роден в Канада, икономика, 1997
171. Джоди Уилямс, мир, 1997
172. Стивън Чу, физика, 1997
173. Уилям Филипс, физика, 1997
174. Стенли Прусинър, физиология или медицина, 1997
175. Ричард Смоли, химия, 1996
176. Робърт Кърл, химия, 1996
177. Уилям Викри, роден в Канада, икономика, 1996
178. Дейвид Лий, физика, 1996
179. Дъглас Ошероф, физика, 1996
180. Робърт Ричардсън, физика, 1996
181. Марио Молина, роден в Мексико, химия, 1995
182. Шерууд Роуланд, химия, 1995
183. Робърт Лукас, икономика, 1995
184. Мартин Пърл, физика, 1995
185. Фредерик Рейнс, физика, 1995
186. Едуард Луис, физиология или медицина, 1995
187. Eric F. Wieschaus, физиология или медицина, 1995
188. Джордж Ола, роден в Унгария, химия, 1994
189. Джон Харшани, роден в Унгария, икономика, 1994
190. Джон Форбс Наш, икономика, 1994
191. Клифърд Шул, физика, 1994
192. Алфред Гилман, физиология или медицина, 1994
193. Мартин Родбъл, физиология или медицина, 1994
194. Кари Мълис, химия, 1993
195. Робърт Фогел, икономика, 1993
196. Дъглас Норт, икономика, 1993
197. Тони Морисън, литература, 1993
198. Ръсел Хълс, физика, 1993
199. Джоузеф Тейлър, физика, 1993
200. Филип Шарп, физиология или медицина, 1993
201. Рудолф Маркъс, роден в Канада, химия, 1992
202. Гари Бекър, икономика, 1992
203. Едмънд Фишър, роден в Китай, физиология или медицина, 1992
204. Едуин Кребс, физиология или медицина, 1992
205. Роналд Коуз, роден в Обединеното кралство, икономика, 1991
206. Елайъс Кори, химия, 1990
207. Мъртън Милър, икономика, 1990
208. Уилям Форсайт Шарп, икономика, 1990
209. Хари Марковиц, икономика, 1990
210. Джеръм Фридман, физика, 1990
211. Хенри Кендъл, физика, 1990
212. Джоузеф Мъри, физиология или медицина, 1990
213. Едуард Донал Томас, физиология или медицина, 1990
214. Сидни Олтман, роден в Канада, химия, 1989
215. Томас Чек, химия, 1989
216. Ханс Георг Демелт, роден в Германия, физика, 1989
217. Норман Рамзи, физика, 1989
218. Майкъл Бишъп, физиология или медицина, 1989
219. Harold E. Varmus, физиология или медицина, 1989
220. Лион Ледърман, физика, 1988
221. Мелвин Шварц, физика, 1988
222. Джак Стайнбъргър, роден в Германия, физика, 1988
223. Гъртруд Елион, физиология или медицина, 1988
224. George H. Hitchings, физиология или медицина, 1988
225. Чарлз Педерсън, роден в Корея, химия, 1987
226. Доналд Крам, химия, 1987
227. Робърт Солоу, икономика, 1987
228. Йосиф Бродски, роден в Русия, литература, 1987
229. Дъдли Хършбах, химия, 1986
230. Ли Юан Цъ, роден в Тайван, химия, 1986
231. Джеймс Бюканън, икономика, 1986
232. Ели Визел, роден в Румъния, мир, 1986
233. Стенли Коен, физиология или медицина, 1986
234. Рита Леви-Монталчини, роден в Италия, физиология или медицина, 1986
235. Джером Карл, химия, 1985
236. Хърбърт Хауптман, химия, 1985
237. Франко Модиляни, роден в Италия, икономика, 1985
238. Майкъл Браун, физиология или медицина, 1985
239. Джоузеф Голдстайн, физиология или медицина, 1985
240. Робърт Мерифийлд, химия, 1984
241. Хенри Таубе, роден в Канада, химия, 1983
242. Джерард Дебрю, роден във Франция, икономика, 1983
243. Уилям Алфред Фаулър, физика, 1983
244. Субраманиан Чандрасекар, роден в Индия, физика, 1983
245. Барбара Макклинтък, физиология или медицина, 1983
246. Джордж Стиглър, икономика, 1982
247. Кенет Уилсън, физика, 1982
248. Роалд Хофман, роден в Золочев, Полша (на територията на днешна Украйна), химия, 1981
249. Джеймс Тоубин, икономика, 1981
250. Николас Блумберген, роден в Холандия, физика, 1981
251. Артър Шолоу, физика, 1981
252. Дейвид Хюбел, роден в Канада, физиология или медицина, 1981
253. Роджър Спери, физиология или медицина, 1981
254. Уолтър Гилбърт, химия, 1980
255. Пол Бърг, химия, 1980
256. Лорънс Клайн, икономика, 1980
257. Чеслав Милош*, роден в Руската империя (на територията на днешна Литва), литература, 1980
258. Джеймс Кронин, физика, 1980
259. Вал Логсдън Фич, физика, 1980
260. Барух Бенасераф, роден във Венецуела, физиология или медицина, 1980
261. Джордж Снел, физиология или медицина, 1980
262. Хърбърт Браун, роден в Обединеното кралство, химия, 1979
263. Теодор Шулц, икономика, 1979
264. Стивън Уайнбърг, физика, 1979
265. Шелдън Глашоу, физика, 1979
266. Алън Кормак, роден в Южна Африка, физиология или медицина, 1979
267. Хърбърт Саймън, икономика, 1978
268. Исак Башевис Сингер, роден в Конгрес Полша, Руска империя (на територията на днешна Полша), литература, 1978
269. Робърт Удроу Уилсън, физика, 1978
270. Арно Пензиас, роден в Германия, физика, 1978
271. Хамилтън Смит, физиология или медицина, 1978
272. Даниел Нейтънс, физиология или медицина, 1978
273. Филип Уорън Андерсън, физика, 1977
274. Джон ван Флек, физика, 1977
275. Роже Гиймен, роден във Франция, физиология или медицина, 1977
276. Андрю Шали, роден във Вилно, Полша (дн. Вилнюс, Литва), физиология или медицина, 1977
277. Розалин Ялоу, физиология или медицина, 1977
278. Уилям Липскъм, химия, 1976
279. Милтън Фридман, икономика, 1976
280. Сол Белоу, роден в Канада, литература, 1976
281. Бъртън Рихтер, физика, 1976
282. Самюел Тинг, физика, 1976
283. Барух Блумбърг, физиология или медицина, 1976
284. Даниел Карлтън Гайдушек, физиология или медицина, 1976
285. Тялинг Купманс, роден в Холандия, икономика, 1975
286. Бен Рой Мотелсон*, физика, 1975
287. Джеймс Рейнуотър, физика, 1975
288. Дейвид Балтимор, физиология или медицина, 1975
289. Ренато Дулбеко, роден в Италия, физиология или медицина, 1975
290. Хауърд Мартин Темин, физиология или медицина, 1975
291. Пол Флори, химия, 1974
292. Джордж Паладе, роден в Румъния, физиология или медицина, 1974
293. Василий Леонтиев, роден в Германия, икономика, 1973
294. Хенри Кисинджър, роден в Германия, мир, 1973
295. Ивар Йевер, Норвегия, физика, 1973
296. Кристиан Анфинсен, химия, 1972
297. Станфорд Мур, химия, 1972
298. Уилям Стайн, химия, 1972
299. Кенет Ароу, икономика, 1972
300. Джон Бардийн, физика, 1972
301. Лион Купър, физика, 1972
302. Джон Робърт Шрифър, физика, 1972
303. Джералд Еделман, физиология или медицина, 1972
304. Саймън Кузнец, роден в Руската империя (на територията на днешен Беларус), икономика, 1971
305. Ърл Съдърланд, физиология или медицина, 1971
306. Пол Самюелсън, икономика, 1970
307. Норман Борлауг, мир, 1970
308. Юлий Акселрод, физиология или медицина, 1970
309. Мъри Гел-Ман, физика, 1969
310. Макс Делбрюк, роден в Германия, физиология или медицина, 1969
311. Алфред Хърши, физиология или медицина, 1969
312. Салвадор Лурия, роден в Италия, физиология или медицина, 1969
313. Ларс Онсагер, роден в Норвегия, химия, 1968
314. Луис Алварес, физика, 1968
315. Робърт Холи, физиология или медицина, 1968
316. Хар Корана*, роден в Индия, физиология или медицина, 1968
317. Маршал Уорън Ниренберг, физиология или медицина, 1968
318. Ханс Бете, роден в Германия (на територията на днешна Франция), физика, 1967
319. Холдън Кефър Хартлайн, физиология или медицина, 1967
320. Джордж Уолд, физиология или медицина, 1967
321. Робърт Мъликен, химия, 1966
322. Чарлз Хъгинз, роден в Канада, физиология или медицина, 1966
323. Пейтън Раус, физиология или медицина, 1966
324. Робърт Бърнс Удуърд, химия, 1965
325. Ричард Файнман, физика, 1965
326. Джулиан Швингър, физика, 1965
327. Мартин Лутър Кинг, мир, 1964
328. Чарлз Хард Таунс, физика, 1964
329. Конрад Блох, роден в Германия (на територията на днешна Полша), физиология или медицина, 1964
330. Мария Гьоперт-Майер, родена в Германия (на територията на днешна Полша), физика, 1963
331. Юджин Уигнър, роден в Унгария, физика, 1963
332. Джон Стайнбек, литература, 1962
333. Лайнъс Полинг, мир, 1962
334. Джеймс Уотсън, физиология или медицина, 1962
335. Мелвин Калвин, химия, 1961
336. Роберт Хофщетер, физика, 1961
337. Георг фон Бекеши, роден в Унгария, физиология или медицина, 1961
338. Уилард Либи, химия, 1960
339. Доналд Глейзър, физика, 1960
340. Оуен Чембърлейн, физика, 1959
341. Емилио Сегре, роден в Италия, физика, 1959
342. Артър Корнбърг, физиология или медицина, 1959
343. Северо Очоа, роден в Испания, физиология или медицина, 1959
344. Джордж Бидъл, физиология или медицина, 1958
345. Джошуа Лидърбърг, физиология или медицина, 1958
346. Едуард Тейтъм, физиология или медицина, 1958
347. Джъннин Ян, роден в Китай, физика, 1957
348. Джъндао Ли, роден в Китай, физика, 1957
349. Уилям Шокли, физика, 1956
350. Джон Бардийн, физика, 1956
351. Уолтър Братейн, роден в Китай, физика, 1956
352. Дикинсън Ричардс, физиология или медицина, 1956
353. Андре Курнан, Франция, физиология или медицина, 1956
354. Винсент дю Виньо, химия, 1955
355. Уилис Лам, физика, 1955
356. Поликарп Куш, роден в Германия, физика, 1955
357. Лайнъс Полинг, химия, 1954
358. Ърнест Хемингуей, литература, 1954
359. Джон Франклин Ендърс, физиология или медицина, 1954
360. Фредерик Робинс, физиология или медицина, 1954
361. Томас Уелър, физиология или медицина, 1954
362. Джордж Маршал, мир, 1953
363. Фриц Липман, роден в Германия (на територията на днешна Русия), физиология или медицина, 1953
364. Едуард Милс Пърсел, физика, 1952
365. Феликс Блох, роден в Швейцария, физика, 1952
366. Селман Ваксман, роден в Руската империя (на територията на днешна Украйна), физиология или медицина, 1952
367. Едуин Макмилан, химия, 1951
368. Глен Сиборг, химия, 1951
369. Ралф Бънч, мир, 1950
370. Филип Хенч, физиология или медицина, 1950
371. Едуард Кендъл, физиология или медицина, 1950
372. Уилям Джиок, роден в Канада, химия, 1949
373. Уилям Фокнър, литература, 1949
374. T. С. Елиът*, литература, 1948
375. „Квакерски страж на мира и обществото“, мир, 1947
376. Карл Фердинанд Кори, роден в Прага, Австро-Унгария, (дн. Чехия), физиология или медицина, 1947
377. Герти Кори, родена в Прага, Австро-Унгария, (дн. Чехия), физиология или медицина, 1947
378. Уендъл Стенли, химия, 1946
379. Джеймс Съмнър, химия, 1946
380. Джон Хауърд Нортроп, химия, 1946
381. Емили Грийн Болч, мир, 1946
382. Джон Мот, мир, 1946
383. Пърси Уилямс Бриджман, физика, 1946
384. Херман Джоузеф Малър, физиология или медицина, 1946
385. Кордел Хъл, мир, 1945
386. Изидор Раби, роден в Австрия, физика, 1944
387. Джоузеф Ърлангър, физиология или медицина, 1944
388. Херберт Гасер, физиология или медицина, 1944
389. Ото Щерн, роден в Кралство Прусия (на територията на днешна Полша), физика, 1943
390. Едуард Дойзи, физиология или медицина, 1943
391. Ърнест Лорънс, физика, 1939
392. Пърл Бък, литература, 1938
393. Клинтън Дейвисън, физика, 1937
394. Юджийн О'Нийл, литература, 1936
395. Карл Дейвид Андерсън, физика, 1936
396. Харолд Юри, химия, 1934
397. Джордж Майнът, физиология или медицина, 1934
398. Уилям Мърфи, физиология или медицина, 1934
399. Джордж Уипъл, физиология или медицина, 1934
400. Томас Морган, физиология или медицина, 1933
401. Ървинг Лангмюр, химия, 1932
402. Джейн Адамс, мир, 1931
403. Никълъс Мъри Бътлър, мир, 1931
404. Синклер Луис, литература, 1930
405. Франк Билингс Келог, мир, 1929
406. Артър Холи Комптън, физика, 1927
407. Чарлс Дауес, мир, 1925
408. Робърт Миликан, физика, 1923
409. Удроу Уилсън, мир, 1919
410. Теодор Ричардс, химия, 1914
411. Илайхю Рут, мир, 1912
412. Албърт Майкелсън, роден в Кралство Прусия (на територията на днешна Полша), физика, 1907
413. Теодор Рузвелт, мир, 1906

### Тайван
1. Ли Юан Цъ*, химия, 1986
2. Самюел Тинг* , физика 1976
3. Джъннин Ян*, физика, 1957
4. Джъндао Ли*, физика, 1957

### Танзания
1. Абдулразак Гурна, литература, 2021

### Тибет
1. Тензин Гяцо, роден в Тибет, мир, 1989

### Тринидад и Тобаго
1. Видиядхар Сураджпрасад Найпол, литература, 2001

### Тунис
1. Мунги Бауенди, роден във Франция, химия, 2023
2. Пиер Агостини, роден в Тунис, физика, 2023
3. Тунизийски квартет за национален диалог, мир, 2015

### Турция
1. Азиз Санджар, химия, 2015
2. Орхан Памук, литература, 2006
3. Георгиос Сеферис, роден в Османската империя (на територията на днешна Турция), литература, 1963

### Украйна
1. Център за граждански свободи, мир, 2022
2. Светлана Алексиевич*, родена в Украйна, литература, 2015
3. Селман Ваксман, роден в Руската империя (на територията на днешна Украйна), физиология или медицина, 1952
4. Иля Мечников, физиология или медицина, 1908

### Унгария
1. Ференц Краус, роден в Унгария, физика, 2023
2. Каталин Карико, физиология или медицина, 2023
3. Аврам Хершко*, като гражданин на Израел, химия, 2004
4. Имре Кертес, литература, 2002
5. Джордж Ола, химия, 1994
6. Джон Харсаний, икономика, 1994
7. Джон Полани, роден в Германия, химия, 1986
8. Денис Габор, физика, 1971
9. Юджин Уигнър, физика, 1963
10. Георг фон Бекеси, физиология или медицина, 1961
11. Дьорд де Хевеши, химия, 1943
12. Алберт Сент-Дьорди, физиология или медицина, 1937
13. Рихард Зигмонди, химия, 1925
14. Роберт Барани, роден в Австрия, медицина, 1914
15. Филип Ленард, физика, 1905

### Фарьорски острови
1. Нилс Финсен*, физиология или медицина, 1903

### Филипини
1. Мария Реса, мир, 2021

### Финландия
1. Бенгт Холмстрьом, икономика, 2016
2. Марти Ахтисаари, мир, 2008
3. Рагнар Гранит, роден във Великото княжество Финландия, част от Руската империя, физиология или медицина, 1967
4. Артури Виртанен, роден във Великото княжество Финландия, част от Руската империя, химия, 1945
5. Франс Емил Силанпя, роден във Великото княжество Финландия, част от Руската империя, литература, 1939

### Франция
1. Мунги Бауенди, химия, 2023
2. Пиер Агостини, роден в Тунис, физика, 2023
3. Ан Люйлие, физика, 2023
4. Ани Ерно, литература, 2022
5. Ален Аспе, физика, 2022
6. Еманюел Шарпантие, химия, 2020
7. Естер Дюфло, икономика, 2019
8. Жерар Муру, физика, 2018
9. Жан-Пиер Соваж, химия, 2016
10. Жан Тирол, икономика, 2014
11. Патрик Модиано, литература, 2014
12. Серж Арош, роден в Мароко, тогава под френски протекторат, физика, 2012
13. Жул Хофман, роден в Люксембург, физиология или медицина, 2011
14. Жан-Мари Гюстав льо Клезио, литература, 2008
15. Люк Монтание, физиология или медицина, 2008
16. Франсоаз Баре-Синуси, физиология или медицина, 2008
17. Алберт Ферт, физика, 2007
18. Yves Chauvin, химия, 2005
19. Гао Синдзян, роден в Китай, литература, 2000
20. Лекари без граници, мир, 1999
21. Клод Коен-Тануджи, роден във Френски Алжир, физика, 1997
22. Жорж Шарпак, роден в тогава Полша (Втора полска република), сега Украйна, физика, 1992
23. Пиер-Жил дьо Жен, физика, 1991
24. Морис Але, икономика, 1988
25. Жан-Мари Лен, химия, 1987
26. Клод Симон, литература, 1985
27. Джерард Дебрю, икономика, 1983
28. Жан Досе, физиология или медицина, 1980
29. Роже Гиймен*, физиология или медицина, 1977
30. Шон Макбрайд*, мир, 1974
31. Луи Неел, физика, 1970
32. Луи Лелоар*, химия, 1970
33. Рене Касен, мир, 1968
34. Алфред Кастлер, физика, 1966
35. Франсоа Жакоб, физиология или медицина, 1965
36. Жак Моно, физиология или медицина, 1965
37. Андре Лвоф, физиология или медицина, 1965
38. Жан-Пол Сартър, литература, 1964 (отказана)
39. Сен-Джон Перс, литература, 1960
40. Албер Камю, роден във Френски Алжир, литература, 1957
41. Андре Курнан, физиология или медицина, 1956
42. Франсоа Мориак, литература, 1952
43. Алберт Швайцер, роден в Елзас, Франция (на територията на днешна Германия), мир, 1952
44. Леон Жуо, мир, 1951
45. Андре Жид, литература, 1947
46. Роже Мартен дю Гар, литература, 1937
47. Фредерик Жолио-Кюри, химия, 1935
48. Ирен Жолио-Кюри, химия, 1935
49. Иван Бунин, роден в Русия, литература, 1933
50. Луи дьо Бройл, физика, 1929
51. Шарл Никол, физиология или медицина, 1928
52. Анри Бергсон, литература, 1927
53. Фердинан Бюисон, мир, 1927
54. Аристид Бриан, мир, 1926
55. Жан Батист Перен, физика, 1926
56. Анатол Франс, литература, 1921
57. Леон Буржоа, мир, 1920
58. Ромен Ролан, литература, 1915
59. Алфред Вернер*, химия, 1913
60. Шарл Рише, физиология или медицина, 1913
61. Алексис Карел, физиология или медицина, 1912
62. Пол Сабатие, химия, 1912
63. Виктор Гриняр, химия, 1912
64. Мария Кюри, родена в Конгрес Полша (Руска империя), химия, 1911
65. Пол д'Естурнел, мир, 1909
66. Габриел Липман, роден в Люксембург, физика, 1908
67. Шарл Лаверан, физиология или медицина, 1907
68. Луи Рено, мир, 1907
69. Анри Моасан, химия, 1906
70. Фредерик Мистрал, литература, 1904
71. Анри Бекерел, физика, 1903
72. Пиер Кюри, физика, 1903
73. Мария Кюри, родена в Конгрес Полша, тогава в Руската империя, физика, 1903
74. Анри Дюнан, роден в Конфедерация Швейцария, мир, 1901
75. Фредерик Паси, мир, 1901
76. Сюли Прюдом, литература, 1901

### Хонконг
1. Чарлз Као, физика, 2009

### Хърватия
1. Лавослав Ружичка*, етнически хърватин, роден в Кралство Хърватия-Славония, Австро-Унгарска империя (на територията на днешна Хърватия), химия, 1939
2. Владимир Прелог*, етнически хърватин, роден през Австро-унгарско управление в Босна и Херцеговина, Австро-Унгарска империя (на територията на днешна Босна и Херцеговина), химия, 1975

### Чехия
1. Петер Грюнберг*, роден в Протекторат на Бохемия и Моравия, (на територията на днешна Чехия), физика, 2007
2. Ярослав Сейферт, роден в Прага, Австро-Унгария, (дн. Чехия), литература, 1984
3. Ярослав Хейровски, роден в Прага, Австро-Унгария, (дн. Чехия), химия, 1959
4. Карл Фердинанд Кори*, роден в Прага, Австро-Унгария, (дн. Чехия), физиология или медицина, 1947
5. Герти Кори*, родена в Прага, Австро-Унгария, (дн. Чехия), физиология или медицина, 1947
6. Берта фон Зутнер*, родена в Прага, Австро-Унгария, (дн. Чехия), мир, 1905

### Чили
1. Пабло Неруда, литература, 1971
2. Габриела Мистрал, литература, 1945

### Швейцария
1. Мишел Майор, физика, 2019
2. Дидие Кело, физика, 2019
3. Жак Дюбоше, химия, 2017
4. Курт Вютрих, химия, 2002
5. Ролф Цинкернагел, физиология или медицина, 1996
6. Едмънд Фишър, физиология или медицина, 1992
7. Рихард Ернст, химия, 1991
8. Карл Мюлер, физика, 1987
9. Хайнрих Рорер, физика, 1986
10. Вернер Арбер, физиология или медицина, 1978
11. Даниеле Бове, физиология или медицина, 1957
12. Феликс Блох, физика, 1952
13. Тадеуш Райхщайн, физиология или медицина, 1950
14. Валтер Хес, физиология или медицина, 1949
15. Паул Мюлер, физиология или медицина, 1948
16. Херман Хесе, роден в Германия, литература, 1946
17. Паул Карер, химия, 1937
18. Алберт Айнщайн, роден в Германия, физика, 1921
19. Шарл Едуар Гийом, физика, 1920
20. Карл Спителер, литература, 1919
21. Алфред Вернер, химия, 1913
22. Емил Теодор Кохер, физиология или медицина, 1909
23. Ели Дюкомен, мир, 1902
24. Шарл Албер Гоба, мир, 1902
25. Анри Дюнан, мир, 1901

### Швеция
1. Ан Люйлие, родена във Франция, физика, 2023
2. Сванте Паабо, физиология или медицина, 2022
3. Томас Линдал, химия, 2015
4. Тумас Транстрьомер, литература, 2011
5. Арвид Карлсон, физиология или медицина, 2000
6. Алва Мюрдал, мир, 1982
7. Суне Бергстрьом, физиология или медицина, 1982
8. Бенгт Самуелсон, физиология или медицина, 1982
9. Кай Сигбан, физика, 1981
10. Торстен Визел, физиология или медицина, 1981
11. Бертил Олин, икономика, 1977
12. Ейвинд Юнсон, литература, 1974
13. Хари Мартинсон, литература, 1974
14. Гунар Мюрдал, икономика, 1974
15. Улф фон Ойлер, физиология или медицина, 1970
16. Ханес Алфвен, физика, 1970
17. Рагнар Гранит, роден във Великото херцогство на Финландия, тогава част от Русия (на територията на днешна Чехия), физиология или медицина
18. Нели Закс, родена в Германия, литература, 1966
19. Даг Хамаршелд, мир, 1961 (посмъртно)
20. Хюго Теорел, физиология или медицина, 1955
21. Пер Лагерквист, литература, 1951
22. Арне Тиселиус, химия, 1948
23. Ерик Аксел Карлфелт, литература, 1931 (посмъртно)
24. Натан Сьодерблум, мир, 1930
25. Ханс фон Ойлер-Келпин, роден в Германия, химия, 1929
26. Теодор Сведберг, химия, 1926
27. Мане Сигбан, физика, 1924
28. Карл Ялмар Брантинг, мир, 1921
29. Вернер фон Хейденстам, литература, 1916
30. Нилс Густаф Дален, физика, 1912
31. Алвар Гулстранд, физиология или медицина, 1911
32. Селма Лагерльоф, литература, 1909
33. Клас Понтус Арнолдсон, мир, 1908
34. Сванте Август Арениус, химия, 1903

### Югославия
1. Владимир Прелог, роден в Австро-унгарско управление в Босна и Херцеговина, Австро-Унгария (на територията на днешна Босна и Херцеговина), химия, 1975
2. Иво Андрич, роден в Австро-унгарско управление в Босна и Херцеговина, Австро-Унгария (на територията на днешна Босна и Херцеговина), литература, 1961
3. Лавослав Ружичка*, етнически хърватин, роден в Кралство Хърватия-Славония, Австро-Унгарска империя (на територията на днешна Хърватия), химия, 1939

### Южна Корея
1. Ким Де Чун, мир, 2000

### Япония
1. Сюкуро Манабе, физика, 2021
2. Акира Йошино, химия, 2019
3. Тасуку Хонджо, физиология или медицина, 2018
4. Казуо Ишигуро*, литература, 2017
5. Йошинори Осуми, физиология или медицина, 2016
6. Такааки Каджита, физика, 2015
7. Сатоши Омура, физиология или медицина, 2015
8. Шуджи Накамура*, физика, 2014
9. Хироши Амано, физика, 2014
10. Исаму Акасаки, физика, 2014
11. Шиня Яманака, физиология или медицина, 2012
12. Акира Сузуки, химия, 2010
13. Еичи Негиши, роден в Китай, химия, 2010
14. Осаму Шимомура, химия, 2008
15. Тошихиде Маскава, физика, 2008
16. Макото Кобаяши, физика, 2008
17. Йоичиро Намбу*, физика, 2008
18. Коичи Танака, химия, 2002
19. Масатоши Кошиба, физика, 2002
20. Рьоджи Нойори, химия, 2001
21. Хидеки Ширакава, химия, 2000
22. Кендзабуро Ое, литература, 1994
23. Сусуму Тонегава, физиология или медицина, 1987
24. Кеничи Фукуи, химия, 1981
25. Ейсаку Сато, мир, 1974
26. Лео Есаки, физика, 1973
27. Ясунари Кавабата, литература, 1968
28. Шиничиро Томонага, физика, 1965
29. Хидеки Юкава, физика, 1949